# Lucro antes de juros, impostos, depreciação e amortização
Lucro antes de juros, impostos, depreciação e amortização ou LAJIDA (em inglês:  earnings before interest, taxes, depreciation and amortization ou EBITDA) é um termo muito utilizado por analistas financeiros na análise de balanços de contabilidade de empresas de capital aberto.
Para se chegar ao Ebitda de uma empresa ou empresas, é preciso utilizar a seguinte conta: lucro bruto (gerado pelos ativos operacionais) menos as despesas operacionais, excluindo-se destas a depreciação e as amortizações do período e os juros. Dessa forma, é possível avaliar o lucro referente apenas ao negócio, descontando qualquer ganho financeiro (derivativos, alugueis ou outras rendas que a empresa possa ter gerado no período). São também retirados para a apuração do Ebitda os juros dos empréstimos que muitas vezes as empresas contratam para alavancar as suas operações, sendo assim, é importante ter em conta que o Ebitda pode dar uma falsa perspectiva sobre a efectiva liquidez da empresa.
Essa "purificação" dos números que representam o lucro da empresa vai além da retirada dos acréscimos referentes à rendas acessórias ou amortizações. No entanto, o Ebitda nada diz  sobre a qualidade dos lucros. Esse indicador é capaz de retirar, também, distorções referentes à maior ou menor incidência de impostos, decorrentes de incentivos ou majorações fiscais, razão pela qual é muito utilizado para comparar empresas de setores ou portes distintos, ou ainda aquelas que residem em países diferentes, cuja carga tributária possa divergir bastante.
Por eliminar os efeitos dos financiamentos e das decisões meramente contabilísticas, a sua utilização pode fornecer uma boa análise comparativa, pois mede a produtividade e a eficiência do negócio. Como percentual de vendas pode ser utilizado para identificar empresas que sejam mais eficientes dentro de um segmento de mercado. Tem como função, também, determinar a capacidade de geração de caixa operacional da empresa.
No Balanço Funcional equivale ao Lucro Operacional. O Ebitda é um indicador relevante e importante, mas o conhecimento e compreensão das suas limitações leva a que nas análises e avaliações de empresas a utilização de outros indicadores tradicionais esteja também presente.